# Kreuzwertheim
Kreuzwertheim är en köping (Markt) i Landkreis Main-Spessart i Regierungsbezirk Unterfranken i förbundslandet Bayern i Tyskland.
Köpingen ingår i kommunalförbundet Kreuzwertheim tillsammans med kommunerna Hasloch och Schollbrunn.